# На исходе лета
«На исхо́де ле́та» — советский художественный фильм режиссёра Рубена Мурадяна.

## Сюжет
Бывшему учителю литературы Андрею Афанасьевичу Веденееву уже 80 лет. Он большой знаток и любитель старинных часов. В его коллекции, которую он собирал всю жизнь, есть все: от наручных и карманных до настенных и напольных часов всевозможных старинных марок. Сын перевез старика и его коллекцию из небольшого провинциального городка. Но здесь Андрей Афанасьевич никому не нужен, и сын начал подумывать о том, чтобы сдать отца в дом престарелых, а его коллекцию продать деловому человеку. Но оказывается, судьба деда небезразлична двум людям — внуку и молодой медсестре, его подруге …

## В ролях
- Леонид Оболенский — Андрей Афанасьевич Веденеев
- Владимир Борисов — Юра, его внук
- Марина Дюжева — Вера, медсестра
- Игорь Дмитриев — Антон Андреевич, сын Андрея Афанасьевича
- Нина Веселовская — Ольга, жена Антона Андреевича
- Вячеслав Шалевич — Евгений Иванович, деловой человек
- Антанас Габренас — Артур Янович
- Алексей Свекло — Сазонов

## Съёмочная группа
- Авторы сценария: Семен Ласкин, Генрих Рябкин
- Режиссёр: Рубен Мурадян
- Операторы: Николай Гайл, Евгений Беркут
- Композитор: Эдуард Хагогартян

## Технические данные
- Цветной, звуковой

## Призы и награды
- Леонид Оболенский получил приз «Золотая Нимфа Монте-Карло» за лучшую мужскую роль.[1]

## Дополнительная информация
- В фильме прозвучали стихи Тютчева Ф. И., Фета А. А., Баратынского Е. А.